# Aplidium flavolineatum
Aplidium flavolineatum is een zakpijpensoort uit de familie van de Polyclinidae. De wetenschappelijke naam van de soort is voor het eerst geldig gepubliceerd in 1898 door Sluiter.